# Карна (река)
Карна — река в Новозыбковском районе Брянской области России, левый приток реки Ипуть, бассейн Днепра. На реке размещён город Новозыбков, административный центр района. Берёт исток в селе Замишево и протекает по Зоне Отселения в северо-западном направлении до впадения в реку Ипуть около деревни Ясная Поляна. Долина реки узкая, только около деревни Шеломы и ниже ширина её увеличивается до 1,5 км. На обоих склонах долины тут развиты две надпойменные террасы высотой 5 м и 12 м. Русло реки имеет глубину от 0,3 до 1,5 м при ширине 1—5 м, скорость течения не превышает 0,2 м/с. Питание реки осуществляется за счёт подземных вод, которые выбиваются на дне русла и на окраинах поймы в виде мощных источников. Общая протяжённость реки около 27 км. Кроме того в центре города Новозыбков располагается одноимённое озеро Карна, созданное рекой, площадь озера 2,5 га.

## На реке
- Города: Новозыбков
- Деревни:
  - Замишево,
  - Ясная Поляна,
  - Шеломы.

## История
Исторически река Карна являлась природной границей между Великим Княжеством Литовским и Княжеством Московским в XVI веке.